# Daniele Luttazzi
Daniele Luttazzi, pseudonimo di Daniele Fabbri (Santarcangelo di Romagna, 26 gennaio 1961), è un comico, conduttore televisivo, scrittore, autore, attore, traduttore, cantautore e illustratore italiano. Il suo pseudonimo è un omaggio al musicista e attore Lelio Luttazzi.

## Biografia
Figlio di insegnanti elementari, dopo il Liceo ginnasio statale Vincenzo Monti di Cesena frequenta la Facoltà di Medicina e Chirurgia dell'Università degli Studi di Modena, laureandosi con una tesi sperimentale sulla eziopatogenesi autoimmunitaria della gastrite atrofica.

## Attività artistica

### Primi anni
Capo scout, dal 1979 al 1981 è nella redazione dei mensili AGESCI Camminiamo insieme (rover e scolte) e Giochiamo (lupetti e coccinelle). Per questa rivista scrive e disegna il fumetto Le avventure dei Pezzati, che al secondo anno viene sospeso dalle gerarchie perché giudicato poco ortodosso.
A 18 anni collabora con il settimanale cattolico riminese Il Ponte, per il quale scrive e disegna la pagina umoristica Freezer.
Nel 1979 fonda il gruppo new wave ze Endoten Control's.
Nel 1980, a 19 anni, viene eletto consigliere comunale a Santarcangelo di Romagna nelle file della Democrazia Cristiana. Dopo due anni, mantenuta la promessa elettorale di far chiudere una fogna, si dimette.

### Gli esordi (1988-1998)
Nel 1988 comincia a scrivere e a recitare in cabaret monologhi comici. Pubblica alcune vignette sul settimanale satirico Tango. Nel maggio del 1989 vince il concorso per giovani comici La Zanzara d'oro. Partecipa quindi alla rassegna Riso in Italy al teatro Sistina di Roma: in giuria c'è Renzo Arbore, che la settimana seguente lo fa esordire nel programma televisivo D.O.C. (Rai 2). Per tutta l'estate è l'opinionista comico del Maurizio Costanzo Show, a cui partecipa per 30 puntate. Scrive una rubrica di critica televisiva sul settimanale Mongolfiera e una pagina illustrata di humor surreale sul mensile Hp Accaparlante.
Nel maggio 1989 viene scritturato di nuovo al Costanzo Show, ma abbandona il programma alla prima puntata in polemica con il nuovo stile televisivo inaugurato da Costanzo, da lui definito "TV del dolore". Nell'autunno del 1989 è fra i protagonisti del varietà comico Fate il vostro gioco (Rai 2). Durante la prova generale della prima puntata, una sua battuta sul Partito Socialista porta alla decisione di cancellare la sua partecipazione alle puntate successive.
Nel 1990, registra per il programma Banane (Telemontecarlo) gli sketch comici Marzullo intervista Hitler e Marzullo intervista Gesù, che però non vengono trasmessi per decisione del produttore del programma Sandro Parenzo. Pubblica i testi degli sketch nel libro Adenoidi. Porta in scena il monologo Oggi in tutta la mia casa c'è uno splendore nuovo e l'anno dopo Chi ha paura di Daniele Luttazzi? Interpreta un giornalista nel film Barocco di Claudio Sestieri.  Nel 1992 commenta in diretta programmi tv nel varietà T'amo tv (Telemontecarlo). In estate scrive e interpreta per RadioDue Onde comiche ovvero Fate entrare i cavalli vuoti, varietà in 12 puntate. Ne ricava il quarto monologo teatrale: Fate entrare i cavalli vuoti. È uno dei fondatori del mensile comico-satirico Comix. Nel 1993 traduce #$@&! - L'antologia di Lloyd Llewellyn, il fumetto underground di Daniel Clowes per le Edizioni Telemaco di Daniele Brolli.
Nel 1994 pubblica una parodia del bestseller di Susanna Tamaro Va' dove ti porta il cuore, intitolata Va' dove ti porta il clito, per il quale riceve il "Premio Satira Politica Forte dei Marmi". Dalla parodia, Luttazzi ricava il monologo teatrale omonimo.
Il grande pubblico comincia a conoscerlo nella stagione 1994-1995 su Rai 3 nel programma Magazine 3, assieme a Gloria De Antoni e Oreste De Fornari. Luttazzi cura le rubriche Sesso con Luttazzi, La Piccola Biblioteca, e La cartolina di Luttazzi. I testi vengono pubblicati nei libri Sesso con Luttazzi (da cui è tratto l'omonimo spettacolo teatrale) e Adenoidi. Nel 1996 scrive Come sopravvivere quando un gatto se ne va usando l'eteronimo Alessandra Coen.
Raggiunge la popolarità con i personaggi proposti a Mai dire Gol dal 1996 al 1997: Panfilo Maria Lippi, il prof. Fontecedro e Luisella Gori. Diventano celebri la frase con cui il giornalista Panfilo apre sempre Tabloid, il suo tg («Questa edizione del telegiornale andrà in onda in forma ridotta per venire incontro alle vostre capacità mentali») e il saluto del prof. Fontecedro, docente universitario freak a Palo Alto («Cosmico!»). Luisella è invece la tipica annunciatrice Mediaset. I programmi televisivi che annuncia hanno un tratto surreale: "Domenica, Rete4. La Santa Messa. La trama, ingenua, è un pretesto per far cantare i fedeli." I testi dei tre personaggi sono riportati nei libri Tabloid e Cosmico!

#### Barracuda: l'esordio come conduttore
La prima trasmissione televisiva tutta sua è Barracuda, andata in onda nel 1998–1999 su Italia 1, programma con cui Luttazzi lancia in Italia il genere del talk-show notturno all'americana. Luttazzi ha dichiarato al Corriere della Sera che il programma subì il controllo Mediaset e una censura dei contenuti (per esempio nella prima intervista, fu tagliata la risposta di Claudio Martelli «Berlusconi non è un politico, è un piazzista»).  L'anno successivo, il direttore di Italia 1 non riconferma il programma.
L'atto unico Scene da un adulterio è portato in scena dalla Nuova Compagnia di Teatro. Collabora all'edizione italiana del mensile GQ fin dal primo numero (ottobre 1999) con la rubrica satirica La posta del cuore. Verso la fine del 1999 Telecom Italia vara il nuovo servizio 187 e ingaggia Luttazzi come testimonial per la campagna pubblicitaria. Inizialmente il contratto è di un mese, ma lo spot ha successo e il contratto viene rinnovato per due anni. Registi degli spot sono Riccardo Milani e Marcello Cesena.

### Satyricone l'editto bulgaro (2001)
Con Satyricon (2001) Luttazzi ripropone il talk-show all'americana nella Rai 2 di Carlo Freccero. Le polemiche si susseguono a partire dalla prima puntata, per culminare nella interruzione dopo l'intervista con Marco Travaglio sul libro L'odore dei soldi. Il programma termina alla dodicesima puntata. Berlusconi, Fininvest, Mediaset e Forza Italia lo querelano per diffamazione chiedendo un risarcimento di 41 miliardi di lire. L'anno seguente, il Presidente del Consiglio Berlusconi, durante una visita ufficiale in Bulgaria, accusa Luttazzi, assieme a Michele Santoro ed Enzo Biagi, di fare un uso "criminoso" della tv di stato (il cosiddetto "Editto bulgaro") e si augura che la cosa possa non ripetersi in futuro. Il talk-show di Luttazzi non viene riconfermato e, con i programmi Sciuscià di Michele Santoro e Il Fatto di Enzo Biagi, sparisce dai palinsesti Rai. Una relazione del Parlamento europeo (2004) definisce "ingerenza inammissibile" la richiesta berlusconiana di escludere dalla Rai Biagi, Santoro e Luttazzi. Dopo anni di processi Luttazzi vince le cause. Da allora Luttazzi non ha più lavorato in Rai. Il 4 aprile 2001 apre il suo blog.

### Attività successive (2002-2007)

#### 2002
Luttazzi torna a teatro col monologo Satyricon. Riferisce che in alcune regioni, come Puglia, Lombardia e Veneto, i teatri subiscono presunte pressioni politiche al fine di cancellare i suoi spettacoli. A Cagliari il sindaco forzista Emilio Floris cerca di impedire lo spettacolo. Luttazzi subisce due strani furti in casa, minacce e intimidazioni, al punto che il suo management assolda delle guardie del corpo per la tournée.
Pubblica Benvenuti in Italia e Capolavori, mini-testi umoristici corredati da sue illustrazioni. Scrive la canzone Sometimes, cantata da Ada Montellanico nel cd Suoni Modulanti. Porta in scena il monologo satirico Adenoidi. Collabora al libro per bambini Abbecedario con una filastrocca sulla lettera X. Il libro vince il Premio Andersen 2003.
Il 10 novembre è intervistato da Pippo Baudo in Cinquanta. Storia della TV di chi l'ha fatta e di chi l'ha vista. La puntata affronta il tema della censura. Durante l'intervento di Luttazzi, l'audience del programma, che era all'8% di share, tocca il 21%. Dopo la messa in onda, Luttazzi denuncia una censura baudiana ai suoi danni, operata tagliando alcune sue battute di satira politica dette durante l'intervista. Luttazzi ricorda: «Ai giornalisti fu anche detto che ero stato presente al montaggio. Falso. Il giorno dopo ci fu la strage di Nassiriya, ci misi quattro giorni per far passare sulle agenzie di stampa la denuncia dei tagli subiti. Ma Baudo rimase zitto». Il critico Sebastiano Messina attacca Luttazzi, sostenendo che si sia autocensurato per convenienza. In risposta, Luttazzi lo definisce «incompetente». Il giornalista Giovanni Floris gli propone di aprire ogni puntata di Ballarò con un intervento satirico registrato, quindi non in diretta, come permesso ad altri comici. Luttazzi rifiuta.
Lascia GQ, giudicando "troppo frivolo" il nuovo corso della rivista, rispetto a quello del direttore dimissionario Andrea Monti.

#### 2003
Nel 2003 esce l'edizione italiana di Rolling Stone e Luttazzi, dal primo numero, scrive la rubrica di chiusura.
Il 23 novembre partecipa con un intervento in video alla puntata live di RaiOt: contro il potere politico di Silvio Berlusconi, Luttazzi propone di boicottare le aziende che fanno pubblicità sulle reti Mediaset.
Il 24 novembre la compagnia dell'Archivolto mette in scena a Genova la lettura dei Dialoghi platonici; tra essi c'è anche il racconto Stanotte e per sempre  che suscita nuove polemiche per una scena, secondo quanto riportato dall'agenzia ANSA, in cui Luttazzi vestito da Andreotti sodomizzava il cadavere di Aldo Moro. Luttazzi afferma che la scena è stata descritta in maniera inesatta dalle agenzie di stampa e l'esperta di satira latina Margherita Rubino, presente allo spettacolo, si schiera in favore di Luttazzi. La Procura di Genova e l'Ordine dei giornalisti aprono un'inchiesta per oscenità che verrà poi archiviata dopo aver visionato le registrazioni della serata.
Espone una selezione di opere grafiche alla galleria Il vicolo di Genova.

#### 2004
Luttazzi decide di terminare la sua collaborazione con la rivista Rolling Stone,  in polemica con un'intervista a Carlo Rossella fatta dal direttore Carlo Antonelli. Quel numero del periodico era contro la guerra in Iraq di Bush e un articolo di Luttazzi collegava il Nigergate a un dossier costruito a Roma in ambienti contigui al Sismi, anticipando di un anno lo scoop di Repubblica sul tema; ma le domande poste dal direttore Antonelli vertevano su argomenti giudicati da Luttazzi irrilevanti, come ad esempio i gusti musicali. 
Giuliano Ferrara gli offre una rubrica su il Foglio, in cui poter scrivere con piena libertà, ma Luttazzi rifiuta «perché il contesto è importante, e io sul Foglio non voglio comparire».
Bompiani pubblica la sua nuova traduzione, integrale e fedele, dei classici di Woody Allen: Rivincite, Senza Piume, Effetti Collaterali. Porta nei teatri Bollito misto con mostarda, spettacolo di satira sull'attualità.

#### 2005
Pubblica il suo primo album musicale, Money for Dope (EMI). Per la rivista MicroMega, intervista diversi autori satirici italiani, ponendo loro domande sulla satira. Fra questi Stefano Benni, Sergio Saviane, Riccardo Mannelli. Pubblica il libro Bollito misto con mostarda.
Viene invitato da Adriano Celentano nel programma Rockpolitik, assieme a Biagi e Michele Santoro: Luttazzi, come Biagi, declina l'invito, in polemica con il direttore di Rai 1 Fabrizio Del Noce che si era autosospeso all'annuncio della loro partecipazione al programma.
Rinuncia a esibirsi al teatro Smeraldo perché la società che gestisce il teatro si è aggiudicata la gestione del teatro Lirico indicando Marcello Dell'Utri come direttore artistico.
Nell'ottobre 2005 apre il blog interattivo con podcast.

#### 2006
Il 12 gennaio Luttazzi chiude il blog, nonostante i centomila contatti settimanali e un podcast fra i più seguiti in Italia. Torna a una pubblicazione poco frequente e disabilita la possibilità di inserire commenti. Lo scopo è di evitare le derive populistiche che, secondo Luttazzi, la forma di comunicazione del blog favorisce.
È in teatro con lo spettacolo Come uccidere causando inutili sofferenze, in cui immagina di essere inviato dal governo in missione in Iraq ad allietare le truppe italiane con una compagnia di varietà. L'ultima data del tour, il 24 novembre 2006 al Palalottomatica di Roma, fa il tutto esaurito.
Sky gli propone di inaugurare il nuovo canale comedy, ma l'idea non va in porto. «Proposi un Tg satirico. Mi chiesero come avrei reagito se avessero tagliato al montaggio qualche battuta. Gli risposi che il contratto glielo avrebbe impedito. Sono spariti».
Il 10 novembre esordisce a Conegliano con Barracuda 2007.
Pippo Baudo chiede a Luttazzi di presentare con lui il Festival di Sanremo 2007, ottenendo un rifiuto. Secondo Luttazzi, Baudo cercava «lo scoop o il colpo a sorpresa. Ma a me non interessa né toccare né baciare in bocca Baudo. Io voglio parlare liberamente di politica, di sesso, di religione. Non fare la scimmietta da circo».

#### 2007
A febbraio pubblica il suo secondo CD musicale, School Is Boring (Edel). 
Intervistato da Enzo Biagi per il programma Rai Rotocalco Televisivo, Luttazzi propone il "comma Luttazzi" contro le querele vessatorie: "Tu, se vuoi, potente di turno, puoi farmi causa per 20 miliardi. Ma se perdi la causa, i miliardi li dai tu a me."
Con un articolo pubblicato su MicroMega, critica il 'V-Day' promosso da Beppe Grillo ed evidenzia demagogia e populismo delle proposte, nonché l'ambiguità di chi vuole fare il leader politico continuando a fare satira.

### Il ritorno in tv: Decameron
Dal 3 novembre 2007 conduce il varietà satirico Decameron: in onda nella seconda serata del sabato sera di LA7, tratta, come recita il titolo, di "politica, sesso, religione e morte". In conferenza-stampa, il direttore di rete Antonio Campo Dall'Orto garantisce che Luttazzi potrà essere libero di dire e fare ciò che vorrà. Nelle prime due puntate, in una fascia oraria in cui lo share di La7 non arriva all'1%, ottiene una percentuale media del 6%: due milioni e mezzo di spettatori. Il programma viene sospeso sabato 8 dicembre 2007 prima della messa in onda della sesta puntata, che avrebbe dovuto trattare dell'ultima enciclica promulgata da papa Benedetto XVI. La7 accusa Luttazzi di aver offeso con una battuta Giuliano Ferrara, uno dei volti più noti della rete. La7 fa causa a Luttazzi, che vince sia in primo grado che in appello.

#### 2008
Esordisce al Gran Teatro di Roma con il monologo Decameron, che comprende quanto previsto per la sesta puntata del programma.
Inaugura la prima pagina a colori del quotidiano il manifesto con la rubrica Ultim'ora , contenente brevi battute sui fatti del giorno. La collaborazione dura qualche mese ed è gratuita, come suo "personale contributo al pluralismo", rivela il direttore Gabriele Polo. Lo stile della rubrica ha successo e viene imitato da nuovi blog di satira web come Spinoza.it.

#### 2009
Apre sul suo blog una palestra di satira. Alla sua scuola si formano gli autori di Lercio.it.
Pubblica con Feltrinelli il saggio politico-satirico La guerra civile fredda.
Fa una tournè portando dal vivo i brani di Money for Dope e School is Boring.

### L'intervento aRaiperunanotte(2010)
Il 25 marzo 2010 Luttazzi partecipa a Raiperunanotte. La trasmissione, condotta da Michele Santoro, è stata promossa dalla FNSI dopo la decisione della RAI di sospendere i talk-show politici durante il periodo di campagna elettorale per le regionali. Il monologo satirico di Luttazzi suscita entusiasmi e polemiche. Al termine del suo intervento, l'hashtag #raiperunanotte raggiunge i 5 700 tweet all'ora: secondo il ricercatore della LUISS Luca Alagna (Ezekiel), si tratterebbe di un record assoluto per l'Italia.

### Attività successive (2011-in corso)
Dall'ultima apparizione del 2010 a Raiperunanotte, Daniele Luttazzi non è più apparso in tv o in teatro.  
Nel 2011 pubblica il romanzo a fumetti La quarta necessità: soggetto e sceneggiatura di Luttazzi, tavole di Massimo Giacon.
In occasione delle elezioni politiche 2013, Luttazzi dà alle stampe il romanzo satirico Lolito. Allegato a il Fatto Quotidiano, vende 28 000 copie in un solo giorno e il Fatto Quotidiano ne appronta una ristampa immediata, esaurita la quale l'editrice Chiarelettere pubblica (maggio 2013) una nuova prima edizione del romanzo per il canale librerie.
Nel febbraio 2015 esce in edicola con il Fatto Quotidiano il romanzo satirico Bloom Porno-Teo-Kolossal.
Nell'aprile 2016 Luttazzi annuncia sul suo blog che GQ rinuncia alla sua prevista collaborazione.
Nel 2017 scrive l'introduzione della raccolta di testi del collettivo satirico Lercio, intitolata "Per una comicità totale".
Il 3 gennaio 2019, durante una conferenza stampa, il direttore di Rai 2 Carlo Freccero annuncia l'intenzione di riportare Luttazzi sul piccolo schermo, diciotto anni dopo la chiusura di Satyricon. Tuttavia, dopo due incontri tra aprile e maggio con la dirigenza Rai, alla presentazione dei nuovi palinsesti il nome di Luttazzi non compare. È lo stesso comico, dal suo blog con un post del 10 luglio, a spiegare le ragioni del mancato accordo con viale Mazzini (censura di temi religiosi, pretese economiche inventate).
A partire dal 14 aprile 2020 gli viene affidata la rubrica satirica giornaliera Non c'è di che su Il Fatto Quotidiano, dove dal 26 aprile 2020, ogni domenica, scrive anche Questioni comiche, una pagina su teoria e prassi della comicità.
Il 25 aprile 2022 Luttazzi ha partecipato all'evento "20 anni Editto Bulgaro" che si è tenuto al Centro documentale Enzo Biagi di Pianaccio.
Il 22 novembre 2022 viene pubblicato dalla casa editrice Paper First il libro "Infinite Reich", parodia del classico "Infinite Jest", di David Foster Wallace. Il libro è una satira sul ritorno del nazismo nell'epoca contemporanea attraverso la ricontestualizzazione di "Infinite Jest" nella Germania nazista.

## Idee e opinioni
Luttazzi elenca cinque principi fondamentali di una battuta comica: brevità, esattezza, semplicità, sorpresa, ritmo. Descrive inoltre la battuta come un micro-racconto formato da una trama (il plot) e una sceneggiatura (la struttura). La risata, sostiene, scatta per la tecnica, non per il contenuto. «Infatti la parafrasi di una battuta, cioè il plot senza struttura, non fa ridere».
La deontologia del comico, secondo Luttazzi, consiste nel dire battute che fanno ridere l'autore.
Quanto alla satira, per Luttazzi è «un punto di vista e un po' di memoria», si occupa fin dall'epoca di Aristofane di quattro temi principali (politica, religione, sesso e morte) e ha l'effetto di liberare l'individuo «dai pregiudizi inculcati in lui dai marketing politici, culturali, economici e religiosi». La satira, sostiene, «dà fastidio perché esprime un giudizio sui fatti, addossando responsabilità» e dev'essere contro ogni Potere, anche quello della satira. La satira, per Luttazzi, contrasta il Potere «mantenendo viva nel nostro immaginario quella sana oscillazione fra sacro e profano che chiamiamo dubbio». Sostiene inoltre che un autore satirico debba saper resistere alla tentazione del potere, cui cede non appena pensa che il suo compito sia "dire la verità". «La satira non è "scrivere battute"», precisa. «Scrivere battute è solo sudoku. La satira è quello che ci fai con quelle battute».
Luttazzi afferma che la satira nasce faziosa con Aristofane e cessa di essere satira quando diventa propaganda partitica.
A proposito delle accuse di volgarità, Luttazzi invita a leggere i maestri del genere: Aristofane, Ruzante, Rabelais, Swift, Sterne, Woody Allen, Karl Kraus e Dario Fo.
Luttazzi ritiene importante distinguere la satira dal semplice sfottò, che è reazionario in quanto rende simpatico il bersaglio e definisce "sfottò fascistoide" ogni materiale satirico che dileggi la vittima di un sopruso poiché questo tipo di sfottò si schiera di fatto dalla parte dei carnefici.
Ha espresso parole di stima nei confronti dei colleghi Maurizio Milani, Alessandro Bergonzoni, Aldo, Giovanni e Giacomo, Corrado Guzzanti e Sabina Guzzanti. Dalle colonne del Fatto Quotidiano ha argomentato contro la comicità reazionaria di Dave Chappelle, Checco Zalone e Pio e Amedeo. 
In forte polemica con Fabio Fazio, ne ha smentito, dati alla mano, l'affermazione che alla Rai il programma "Che tempo che fa" si ripagasse con la pubblicità. Inoltre ha stigmatizzato i costi enormi di quel programma e il suo compenso, usando il parametro del costo per spettatore; la partecipazione numerosa in quella trasmissione di artisti appartenenti alla sua stessa agenzia (la Itc2000 di Beppe Caschetto) e lo strapotere in Rai di agenzie come quella. Ha documentato infine lo storytelling capzioso con cui, al suo passaggio alla Nove, i giornalisti amici hanno cercato di accreditare la tesi della sua epurazione.
Un suo saggio pubblicato da Fq Millennium analizza "l'arte infame della censura", elencando le sei sanzioni progressive del protocollo disciplinare cui viene sottoposto chi fa "satira vera" nella tv italiana: denigrazione, censura, vessazione, lite temeraria, character assassination e damnatio memoriae. 
Ha scritto sui rapporti fra copyright, diritto d'autore e norme sociali dei comici, illustrandone limiti e anacronismi in materia di plagio. 

### Sul pregiudizio del realismo referenziale
Secondo Luttazzi, «la gente condivide un pregiudizio, quello del realismo referenziale, cioè credere che il senso della parola "gatto" sia l'animale reale gatto. Chi crede questo, pensa che una parola abbia lo stesso senso in tutti i contesti in cui è usata.» Nel sottolinearne l'assurdità, Luttazzi spiega che «il senso di una parola (o di una proposizione) è la funzione che svolge all'interno di una pratica. Due frasi identiche, in contesti diversi, hanno due funzioni diverse e quindi sono due frasi diverse». Per Luttazzi accade lo stesso con le battute comiche: spostandole in un contesto diverso, possono assumere una nuova funzione comica e quindi far ridere per un motivo diverso. Apparentemente simili, in realtà «sono due battute diverse».

### Su linguaggio, ideologia e "détournement"
Luttazzi sostiene che «un'ideologia dominante si esprime in un linguaggio e può essere corrosa solo con un linguaggio altro. La pratica situazionista del "détournement" ritrova qui tutta la sua urgenza. Il popolaccio, infatti, è schiavo dell'ideologia dominante anche perché si accontenta del semplice senso grammaticale dei testi dati; ma il significato vero di un testo si sprigiona dal rapporto con tutti gli altri testi del discorso, all'interno di pratiche sociali che hanno stabilito il significato di quel rapporto. Non è possibile non dico scardinare, ma neppure criticare l'ideologia dominante se resti all'interno del codice imposto.»

## Controversie
Il giornalista Christian Rocca, dopo le prime puntate di Satyricon (Rai 2, 2001), sul quotidiano Il Foglio accusò Luttazzi di copiare rubriche del Late Show di David Letterman; Luttazzi replicò che Satyricon era una parodia del Letterman e di non aver mai nascosto di ispirarsi al modello americano «cui lo stesso Letterman si ispira: il "Tonight Show"» di Johnny Carson. Nel 2007 Rocca sostenne che la battuta su Giuliano Ferrara, che portò alla chiusura del programma, fosse un plagio da Bill Hicks. Sentenza 2012: la battuta su Giuliano Ferrara non fu insulto né plagio, come sostenevano Rocca e La7, ma satira.
Nel gennaio 2008 un blog anonimo elencò una serie di battute in inglese sostenendo che Luttazzi le avesse plagiate, e nel giugno 2010, due mesi dopo il monologo di Luttazzi a Raiperunanotte, venne diffuso on line un video anonimo che metteva a confronto venti minuti di repertorio di comici anglofoni con la corrispondente versione di Luttazzi. Ne diede notizia il Giornale, seguito da la Repubblica e l'Unità. Luttazzi rispose affermando che quel video fosse diffamatorio, poiché ometteva che le sue citazioni facevano parte di un gioco (una "caccia al tesoro") con i lettori del suo blog, dove era descritto apertamente e segnalato in home page fin dall'apertura nel 2005; e giudicò l'operazione un esempio di character assassination. Il caso divise l'opinione pubblica fra accusatori (Le Iene, Emo Philips), accusatori con riserva (Wu Ming) e difensori (Roberto Faenza e Roberto Benigni).
Nel 2014, un saggio pubblicato sulla rivista specialistica Cultus, facendo riferimento agli studi di Lawrence Venuti, analizzò l'incompetenza di chi accusava Luttazzi e valutò positivamente le sue riscritture di materiali preesistenti, definendole transcreazioni, ovvero traduzioni creative che aggiungono nuovi significati alle fonti, allo scopo di modificare il canone culturale del proprio Paese.

## Procedimenti giudiziari

### Accuse di diffamazione

#### Caso Satyricon
Nel 2001, in seguito alla sua intervista a Marco Travaglio durante una puntata di Satyricon, Berlusconi, Fininvest, Mediaset e Forza Italia lo querelano per diffamazione chiedendo un risarcimento di 41 miliardi di lire. Dopo 16 anni di processi Luttazzi vince le cause in quanto i fatti raccontati erano veri e la satira di Luttazzi rispettava il criterio della continenza.

#### Caso Cremonini
Dopo un monologo di Satyricon in cui commenta un'indagine dei NAS in uno stabilimento Inalca che aveva portato al sequestro di un capannone con 130 quintali di carni avariate, l'azienda Cremonini gli fece causa per diffamazione, chiedendo un risarcimento di 120 miliardi di lire. Luttazzi vinse la causa.

### Accuse di plagio

#### Caso Tamaro
Nel 1994 Susanna Tamaro e la Baldini&Castoldi fecero causa a Luttazzi per plagio dopo la pubblicazione di Va' dove ti porta il clito, parodia di Va' dove ti porta il cuore. Luttazzi vinse la causa in quanto si trattava di parodia e non plagio. La Tamaro fece ricorso perdendo di nuovo. In favore di Luttazzi si erano pronunciati Maria Corti, Guido Almansi, Patrizia Violi e Omar Calabrese; per la Tamaro Giampaolo Dossena e Piergiorgio Bellocchio.

#### Caso Decameron
L'8 dicembre 2007 l'emittente televisiva LA7, diretta da Antonio Campo Dall'Orto, sospende il programma Decameron sostenendo che nella puntata precedente Luttazzi abbia offeso Giuliano Ferrara con questa battuta: «Dopo quattro anni di guerra in Iraq, 3 900 soldati americani morti, 85 000 civili iracheni ammazzati e tutti gli italiani morti sul campo anche per colpa di Berlusconi, Berlusconi ha avuto il coraggio di dire che lui in fondo era contrario alla guerra in Iraq. Come si fa a sopportare una cosa del genere? Io ho un mio sistema: penso a Giuliano Ferrara dentro una vasca da bagno con Berlusconi e Dell'Utri che gli pisciano addosso, Previti che gli caga in bocca e la Santanchè in completo sadomaso che li frusta. Va già meglio no?» La battuta di Luttazzi riprende un famoso monologo del comico statunitense Bill Hicks che sbeffeggiava il giornalista Rush Limbaugh, di cui Giuliano Ferrara, per Luttazzi, è la versione italiana. Secondo Dall'Orto si tratta di un insulto a Ferrara ma lo stesso Ferrara ammise che quella di Luttazzi era una battuta satirica.
Luttazzi ritiene pretestuoso il motivo addotto dalla direzione della rete, nota che il suo contratto con La7 impediva la sospensione del programma e si dice d'accordo con Dario Fo, che attribuisce la sospensione al monologo satirico sull'enciclica papale Spe Salvi, registrato da Luttazzi per la puntata successiva, mai trasmessa. La Repubblica e Libero intervengono nella polemica sostenendo che un blogger accusa Luttazzi di plagio da Hicks, ma il blogger smentisce decisamente e reindirizza il suo link, che Repubblica e Libero mettono a disposizione dei lettori, a un sito porno. Il giorno dopo, sul Foglio, è Christian Rocca ad accusare Luttazzi di plagio: da Hicks e da altri celebri comici americani. Rocca cita la "caccia al tesoro" di Luttazzi, ma sostiene che la cosa vada ben oltre la citazione. Telecom fa causa a Luttazzi ma la perde, venendo condannata al pagamento di un milione e duecento mila euro come risarcimento. Secondo la sentenza La7 chiuse Decameron in modo arbitrario e illegittimo e la battuta su Giuliano Ferrara non fu insulto né plagio, ma satira. Telecom Italia Media (ex-La7) ricorre in appello, ma lo perde nell'aprile 2018.

### Accuse di evasione fiscale
Il 4 ottobre 2014 la procura di Civitavecchia iscrive nel registro degli indagati Luttazzi per evasione fiscale di oltre 140 000 euro di Irpef. Luttazzi dichiara di non essere un evasore e che si tratta di un errore della Guardia di Finanza. Il 9 ottobre 2017 Luttazzi è assolto con formula piena perché il fatto non sussiste.

## Opere
- 101 cose da evitare a un funerale, Ozzano Emilia, Panini, 1993. ISBN 88-7686-221-8.
- Locuste. Come le formiche, solo più cattive, Ozzano Emilia, Panini, 1994. ISBN 88-7686-496-2.
- Sesso con Luttazzi, Modena, Comix, 1994. ISBN 88-7686-497-0 [Contiene 101 cose da evitare a un funerale]; con VHS, Milano, Mondadori, 2000. ISBN 88-04-47641-9.
- Adenoidi, Milano, Bompiani, 1995. ISBN 88-452-2446-5; Milano, Rizzoli, 1999. ISBN 88-17-68016-8.
- Va' dove ti porta il clito, Modena, Comix, 1995. ISBN 88-7686-630-2; 1996. ISBN 88-7686-681-7.
- C.R.A.M.P.O..Corso Rapido di Apprendimento Minimo per Ottenebrati, Modena, Comix, 1996. ISBN 88-8193-009-9; 1998. ISBN 88-8193-065-X. [Le prime edizioni contengono in appendice Locuste]
- Come sopravvivere quando un gatto se ne va, come Alessandra Coen, Modena, Comix, 1996.
- Gioventù cannibale, con altri, Torino, Einaudi, 1996. ISBN 88-06-14268-2.
- Tabloid, Modena, Comix, 1997. ISBN 88-8193-017-X; 1997. ISBN 88-8193-040-4.
- Teatro. Rettili & roditori, Scene da un adulterio, Modena, Comix, 1998. ISBN 88-8193-056-0.
- Cosmico! Una valida alternativa all'intrattenimento intelligente, Milano, Mondadori, 1998. ISBN 88-04-45082-7.
- Barracuda, Milano, Mondadori, 1999. ISBN 88-04-45850-X.
- Luttazzi Satyricon, Milano, Mondadori, 2001. ISBN 88-04-49523-5.
- Benvenuti in Italia, Milano, Feltrinelli, 2002. ISBN 88-07-84011-1.
- Capolavori, Milano, Feltrinelli, 2002. ISBN 88-07-84021-9.
- La castrazione e altri metodi infallibili per prevenire l'acne, Milano, Feltrinelli, 2003. ISBN 88-07-84029-4.
- Bollito misto con mostarda, Milano, Feltrinelli, 2005. ISBN 88-07-84054-5.
- Lepidezze postribolari, ovvero Populorum progressio, Milano, Feltrinelli, 2007. ISBN 978-88-07-84077-7.
- La guerra civile fredda, Milano, Feltrinelli, 2009. ISBN 978-88-07-70213-6.
- Almanacco Luttazzi della nuova satira italiana 2010, Milano, Feltrinelli, 2010. ISBN 978-8807491009
- La quarta necessità , disegni di Massimo Giacon, Milano, Rizzoli Lizard, 2011. ISBN 978-88-17-05347-1 .
- Lolito, Roma, Editoriale Il Fatto, 2013; Milano, Chiarelettere, 2013. ISBN 978-88-6190-458-3 .
- Bloom Porno-Teo-Kolossal, Roma, Il Fatto Quotidiano, 2015.
- Infinite Reich, Roma, Paper First, 2022.

## Traduzioni, prefazioni
- Traduzione e introduzione di Daniel Clowes, L'antologia ufficiale di Lloyd LLewellyn, Bologna, Telemaco, 1992.
- Prefazione a Lenny Bruce, Come parlare sporco e influenzare la gente, Milano, Bompiani, 1995. ISBN 88-452-2445-7
- Traduzione e introduzione di Woody Allen, Effetti collaterali, Milano, Tascabili Bompiani, 2004. ISBN 88-452-3304-9
- Traduzione e introduzione di Woody Allen, Senza piume, Milano, Tascabili Bompiani, 2004. ISBN 88-452-3305-7
- Traduzione e introduzione di Woody Allen Rivincite, Milano, Tascabili Bompiani, 2004. ISBN 88-452-3306-5
- Introduzione a Stan Lee e John Romita Sr., The complete Spider-Man, vol. II, 29/1/1979-11/1/1981, Modena, Panini comics, 2007. ISBN 978-88-8343-717-5
- Introduzione a Lercio. Lo sporco che fa notizia. Il libro, Brescia, Shockdom, 2017. ISBN 8893360594

## Televisione
- Fate il vostro gioco, 1989 (censurato alla prima puntata) - Rai 2
- Banane, 1990 (censurato alla prima puntata) - TMC
- T'amo TV, 1992-93 - TMC
- Magazine 3, 1993-1994 - Rai 3
- Mai dire Gol, 1996-1998 - Italia 1
- Barracuda, 1999 - Italia 1
- Satyricon (chiuso alla quarta puntata, riaperto dopo sondaggio tv, sospeso per una puntata dopo la settima, chiuso alla dodicesima), 2001 - Rai 2
- Decameron (chiuso alla quinta puntata), 2007 - LA7
- Raiperunanotte, 2010 - Sky TG24, Current TV, YouDem, RED TV, Repubblica Radio TV e varie televisioni locali)

## Teatro
- Non qui, Barbara, nessuno ci sta guardando (1989)
- Oggi in tutta la mia casa c'è uno splendore nuovo (1990)
- Chi ha paura di Daniele Luttazzi? (1991)
- Fate entrare i cavalli vuoti (1992)
- Sesso con Luttazzi (1993, 1999, 2004, 2008)
- Va' dove ti porta il clito (1995, 2009)
- Adenoidi (1996)
- Tabloid (1997)
- Barracuda LIVE (1998)
- Scene da un adulterio (1998) (recitato dalla Nuova Compagnia di Teatro)
- Satyricon (2001)
- Adenoidi 2003 (2003)
- Dialoghi platonici (2003) (recitati da attori dello Stabile di Genova e dell'Archivolto, per la regia di Giorgio Gallione)
- Bollito misto con mostarda (2004)
- Come uccidere causando inutili sofferenze (2005)
- Barracuda 2007 (2007)
- Decameron (2008)

## VHS, DVD
- Sesso con Luttazzi (il monologo teatrale) (VHS, Polygram, 1997)
- Tabloid (VHS, Polygram, 1997)
- Sesso con Luttazzi (la rubrica di Magazine 3) (VHS, Mondadori, 1999)
- Satyricon (VHS, L'Espresso, 2001)
- Barracuda live! (VHS, Cecchi Gori Home Video, 2001)
- Adenoidi 2003 (VHS e DVD, Elleu Multimedia, 2003)
- Luttazzi contro! (contiene Adenoidi, Satyricon e Luttazzi special 2003) (DVD, Corriere della sera, 2004)
- Bollito misto con mostarda (contiene libretto I giardini dell'epistassi) (DVD, Feltrinelli, 2006)
- Decameron (DVD, Il Fatto Quotidiano, 2010)

## Radio
- 1992 - Onde comiche ovvero Fate entrare i cavalli vuoti (Radio 2)

## Discografia
- 2005 - Money for Dope (EMI)
- 2007 - School Is Boring (Edel Music)

## Concerti
- Songbook (2009)

## Filmografia
- Barocco (1991)
- Viva Zapatero! (2005)

## Pubblicità
- Caramelle Balsamiche "Victors" (1990)
- Telecom "servizio 187" (2000-2001)

## Riconoscimenti
- 1994 – Premio Satira Politica Forte dei Marmi ("Va' dove ti porta il clito")
- 1995 – Premio Regia Televisiva (coautore e conduttore, "Magazine 3")
- 1996 – Premio Regia Televisiva (coautore e cointerprete, "Mai dire gol")
- 1997 – Premio Regia Televisiva (coautore e cointerprete, "Mai dire gol")
- 1999 – Premio Regia Televisiva ("Barracuda")
- 2008 – Premio Riccione TTV ("Decameron")